# Keto (Nereide)
Keto (altgriechisch Κητώ) ist in der griechischen Mythologie eine Tochter des Nereus und der Okeanide Doris und somit eine der Nereiden.
Sie wird nur in der Bibliotheke des Apollodor genannt, während sie in den gleichartigen Aufzählungen bei Homer, Hesiod und Hyginus Mythographus fehlt.